# Watermelon Sugar
«Watermelon Sugar» es una canción interpretada por el cantante británico Harry Styles, incluida en su segundo álbum de estudio, Fine Line. La compañía discográfica Columbia Records la publicó el 17 de noviembre de 2019. Styles, escribió la canción con Mitch Rowland y sus productores Tyler Johnson y Kid Harpoon. Se inspiraron en In Watermelon Sugar de Richard Brautigan. El tema tiene sonidos de rock de cuerno y guitarra, funk pop e indie pop. Usando la metáfora del azúcar de sandía para describir un encuentro sexual, la canción trata sobre la emoción inicial de cuando comienzas a ver a alguien.
Se lanzó originalmente el 17 de noviembre de 2019 por Erskine y Columbia Records como el primer sencillo promocional de Fine Line, y más tarde impactó en la exitosa radio contemporánea en Australia el 15 de mayo de 2020 como el cuarto sencillo del álbum. Recibió principalmente críticas positivas de críticos de música, con muchos comentarios sobre la estética de la canción. Alcanzó su punto máximo en el número cuatro en el UK Singles Chart. En Estados Unidos, el tema se convirtió en su primer número 1 en la lista Billboard Hot 100. También ha entrado en el top diez en más de 20 países, incluyendo el Reino Unido, Australia, Canadá y Estados Unidos.

## Antecedentes y lanzamiento

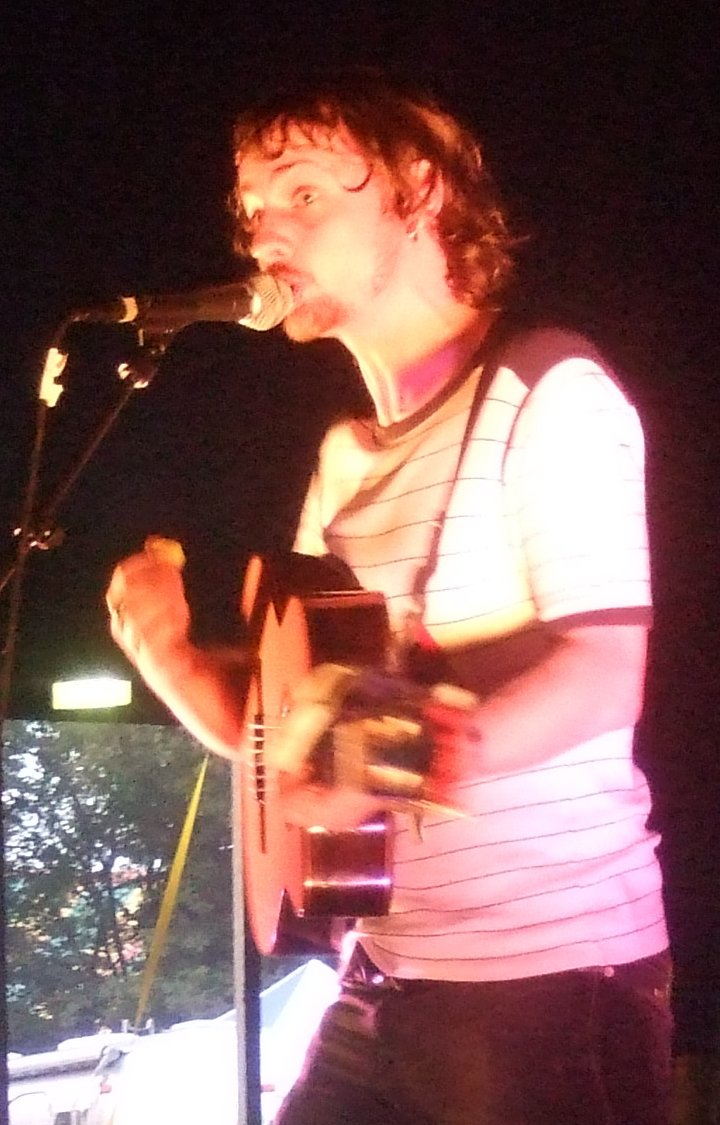
Kid Harpoon ayudo a Harry Styles en la composición de Watermelon Sugar

«Watermelon Sugar» fue escrita por Styles, Mitch Rowland y sus productores Tyler Johnson y Kid Harpoon. Fue escrita originalmente en septiembre de 2017, mientras que Styles estaba en un día libre de Harry Styles: Live on Tour. Entraron en The Cave Studio en Nashville, Tennessee y comenzaron la sesión simplemente jugando. Eventualmente comenzaron a arrojar algunas ideas y se les ocurrió la melodía de coro repetitivo. La canción fue inspirada por la novia de Styles en ese momento, Camille Rowe. Al principio, le gustó la canción pero luego la odió por un tiempo. A Styles le tomó cerca de un año terminar la canción, para que en realidad le gustara nuevamente. La canción es la más larga y la más difícil de terminar.
La canción se anunció por primera vez por Styles en un tuit del 22 de octubre de 2019 escribiendo «Kiwi caminó para que Watermelon Sugar pudiera correr». Poco después, iTunes reveló que era la segunda pista en Fine Line. Se estrenó a las 23:30 ET el 16 de noviembre de 2019 (4:30 UTC el 17 de noviembre) como el primer sencillo promocional de Fine Line, sin previo aviso. Fue acompañado por un video de audio, que muestra la portada de Fine Line. La canción más tarde se estrenó en la exitosa radio contemporánea en Australia el 15 de mayo de 2020, como el cuarto sencillo oficial del álbum y también fue enviada a la radio en Italia, el Reino Unido y los Estados Unidos. Styles la promovió con un generador de memes en su sitio web que tiene varias letras de la canción sobre un fondo inspirado en la sandía.

## Música y letras
«Watermelon Sugar» es una canción de rock, funk-pop, e indie pop con elemento de la música de los 70 y del soul. Está compuesta en  4
4 tiempo en clave de A minor, con un tempo de 96 latidos por minuto y una progresión de acordes de Dm7–Am7–C–G. La pista tiene una estructura de verso, pre-coro, coro, verso, pre-coro, coro, post-coro, puente, coro, post-coro y dura dos minutos y cincuenta y tres segundos. Impulsada por guitarras y cuernos, la canción también contiene líneas de metales, sonoras con inflexiones veraniegas y una melodía simple, que recuerda al jazz. Se abre con una introducción de guitarra rasgueada donde la guitarra eléctrica y los ritmos de batería pronto se unen. Las trompetas se agregan en el segundo coro, que se acumula hasta el puente, con cuernos extáticos y notas altas.
Vocalmente, se describieron como "rasposas", que abarcan desde  D4 a A5.  La canción usa la metáfora de una fruta y el verano para describir un encuentro sexual. Según Styles, la canción trata sobre la euforia y la emoción iniciales cuando comienzas a ver a alguien. Utiliza notas largas para transmitir este mensaje y el último coro muestra el registro vocal más alto de Styles. Las letras de las canciones usan retórica e imágenes. Elle escribió sobre el significado de la canción haciendo la pregunta "[él está] anhelando un refrescante regalo de verano", mientras que USA Today lo interpretó como "Estilos evocadores [recordando] una aventura pasada y su dulce regusto.

## Recepción crítica
Libby Torres, Callie Ahlgrim, Paige DiFiore, Courteney Larocca y Kirsten Acuna de Insider escribieron una crítica positiva, dando a la canción un 8,2 / 10 y calificándola como la cuarta mejor canción de Styles, alabando su actuación vocal y el concepto de la canción. Ana Clara Ribeiro de Medium  elogió la voz de Styles y la producción de la canción, y elogió sus diferencias con las canciones pop de todos los días. Su gancho de guitarra fue alabado por Charu Sinha de Vulture. En una crítica positiva de USA Today, Patrick Ryan lo llamó un "destacado intoxicante" en Fine Line, escribiendo que "[encapsula] el espíritu sensual y funky del proyecto. Escribiendo para Idolator, Mike Nied comentó sobre sus letras, escribiendo "las referencias al sexo están ingeniosamente incrustadas en las letras para que los lectores puedan completar los espacios en blanco por sí mismas. David Levesley, escribiendo para British GQ, lo llamó "la [canción] perfecta para el frío invernal" mientras lo describía como "un bop lujurioso con un coro perfectamente diseñado para cantar en un estadio" y "más grande, más atrevido y más romántico.
Hannah Mylrea de NME llama la canción 'grandilocuente', mientras bricolaje calificó como 'emocionante' y 'chisporroteo. Kim Wong-Shing de StyleCaster llamó "Watermelon Sugar", "divertido" y "sensual", además de llamarlo el "himno de verano de [2019]. Mike Wass, en otra crítica de Idolator, describió la canción como "un [momento] llamativo con un pie en el pasado distante" mientras afirmaba que "el himno realmente se dispara en el coro. En Digital Journal, Markos Papadatos escribió que "la canción es de ritmo medio, refrescante y amigable para la radio". En su reseña para Rolling Stone, Brittany Spanos  escribió "la canción tiene al cantante nostálgico por 'esa sensación de verano". Savannah Walsh de Elle escribió la canción "[nos] anhela una escapada tropical y una aventura sensual de verano". También de Vulture, Zoe Haylock escribió que "la canción optimista y sin ventanas derritió corazones congelados".
Alicia Adejobi de Metro escribió "Styles ha despertado todo tipo de nostalgia por el verano con su dulce y nueva canción." En su crítica para Variety, Chris Willman comparó la canción con Maroon 5. Escribiendo para Now, Rea McNamara lo comparó con Jeanette Winterson llamándolo "sexual, adulta y tierna". Ellen Johnson de Paste la llamó la canción más "tradicional" de Fine Line y comparó su línea de bajo con Prince. Susan Hansen escribió que tiene una "vibra satisfactoria" con sus sonidos. En una crítica negativa de Consequence of Sound, Bryan Rolli escribió que el tema "comete el pecado capital de ser mucho menos interesante que su título". Owen Richards de The Arts Desk también dio una crítica negativa, calificando sus imágenes de "absurdas", y escribió que "pierde la marca".

## Créditos y personal
- Harry Styles – Composición
- Tyler Johnson – Composición, producción, teclados, voces de fondo
- Kid Harpoon – Composición, producción, piano, guitarra electrónica, guitarra acústica
- Mitch Rowland – Composición, guitarra, guitarra electrónica, batería
- Davey Chegwidden – Percusión
- Mark “Spike” Stent – Ingeniería de mezcla
- Randy Merrill – Ingeniería de masterización
- Sammy Witte – Ingeniería
- Nick Lobel – Ingeniería
- Mark Rankin – Ingeniería
- Pino Palladino – Piano
- Oliver Middleton – Asistente de ingeniería
- Sarah Jones – Voces de fondo
- Oli Jacobs – Asistente de ingeniería
- Michael Freeman – Asistente de ingeniería
- Matt Tuggle – Asistente de ingeniería
- Dan Ewins – Asistente de ingeniería
- JP Navarro - coproductor
- Manu Isaac - yeyoland

## Posicionamiento en listas
| Listas (2019-2020)                        | Mejor posición |
| ----------------------------------------- | -------------- |
| Alemania (Official German Charts)         | 26             |
| Argentina (Argentina Hot 100)             | 59             |
| Australia (ARIA)                          | 5              |
| Austria (Ö3 Austria Top 40)               | 13             |
| Bélgica (Ultratop 50) Flanders            | 2              |
| Bélgica (Ultratop 50) Wallonia            | 4              |
| Bolivia (Monitor Latino)                  | 7              |
| Brasil (Top 100 Brasil)                   | 39             |
| Canadá (Canadian Hot 100)                 | 3              |
| Canadá AC (Billboard)                     | 27             |
| Canadá CHR/Top 40 (Billboard)             | 2              |
| Canadá Hot AC (Billboard)                 | 6              |
| Colombia (National-Report)                | 32             |
| Croacia (HRT)                             | 8              |
| Corea del Sur (Gaon)                      | 130            |
| Dinamarca (Tracklisten)                   | 10             |
| Escocia (Official Charts Company)         | 7              |
| Eslovaquia (Radio Top 100)                | 41             |
| Eslovaquia (Singles Digitál Top 100)      | 7              |
| Eslovenia (SloTop50)                      | 12             |
| España (PROMUSICAE)                       | 41             |
| Estados Unidos (Billboard Hot 100)        | 1              |
| Estados Unidos (Adult Contemporary)       | 21             |
| Estados Unidos (Adult Top 40)             | 9              |
| Estados Unidos (Mainstream Top 40)        | 1              |
| Estados Unidos (Rolling Stone Top 100)    | 7              |
| Estonia (Eesti Ekspress)                  | 8              |
| Finlandia (Suomen virallinen lista)       | 17             |
| Francia (SNEP)                            | 46             |
| Grecia (International Digital Singles)    | 7              |
| Hungría (Single Top 40)                   | 22             |
| Hungría (Stream Top 40)                   | 6              |
| Irlanda (IRMA)                            | 2              |
| Islandia (Tonlist)                        | 7              |
| Israel (Media Forest)                     | 1              |
| Italia (FIMI)                             | 31             |
| Letonia (Latvijas Top 40)                 | 16             |
| Lituania (AGATA)                          | 1              |
| México (Billboard Ingles Airplay)         | 3              |
| Noruega (VG-lista)                        | 5              |
| Nueva Zelanda (RMNZ)                      | 4              |
| Países Bajos (Dutch Top 40)               | 3              |
| Países Bajos (Single Top 100)             | 4              |
| Polonia (Polish Airplay Top 100)          | 13             |
| Portugal (AFP)                            | 6              |
| Reino Unido (UK Singles Chart)            | 4              |
| República Checa (Rádio Top 100)           | 45             |
| República Checa (Singles Digitál Top 100) | 5              |
| Singapur (RIAS)                           | 13             |
| Suecia (Sverigetopplistan)                | 9              |
| Suiza (Schweizer Hitparade)               | 6              |

## Certificaciones
| País (organismo certificador) | Certificación        | Unidades certificadas |
| ----------------------------- | -------------------- | --------------------- |
| Alemania (BVMI)               | Platino              | 400 000               |
| Argentina (CAPIF)             | Platino              | 40 000                |
| Australia (ARIA)              | 9x Platino           | 630 000               |
| Bélgica (BEA)                 | Platino              | 40 000                |
| Brasil (Pro-Música Brasil)    | 3x Diamante          | 480 000               |
| Canadá (Music Canada)         | 6x Platino           | 480 000               |
| Dinamarca (IFPI)              | 2x Platino           | 180 000               |
| España (PROMUSICAE)           | 2x Platino           | 80 000                |
| Estados Unidos (RIAA)         | 7x Platino           | 7 000 000             |
| Francia (SNEP)                | Diamante             | 333 000               |
| Italia (FIMI)                 | 2x Platino           | 140 000               |
| México (AMPROFON)             | Diamante+Platino+Oro | 390 000               |
| Noruega (IFPI)                | 2x Platino           | 120 000               |
| Nueva Zelanda (RIANZ)         | 3x Platino           | 90 000                |
| Polonia (ZPAV)                | 4x Platino           | 80 000                |
| Portugal (AFP)                | 4x Platino           | 40 000                |
| Reino Unido (BPI)             | 2x Platino           | 1 200 000             |
| Suiza (IFPI)                  | 2x Platino           | 40 000                |

## Premios y nominaciones
| Año  | Ceremonia de premiación  | Categoría                              | Resultado | Ref.            |
| ---- | ------------------------ | -------------------------------------- | --------- | --------------- |
| 2020 | MTV Video Music Awards   | Canción del verano                     | Nominado  | [ 119 ]         |
| 2020 | NRJ Music Awards         | Videoclip del año                      | Nominado  | [ 120 ]         |
| 2021 | BMI Pop Awards           | Reconocimiento especial                | Ganador   | [ 121 ]         |
| 2021 | BRIT Awards              | Mejor sencillo británico               | Ganador   | [ 122 ]         |
| 2021 | Grammy Awards            | Mejor interpretación vocal pop solista | Ganador   | [ 123 ]         |
| 2021 | iHeartRadio Music Awards | Canción del año                        | Nominado  | [ 124 ] [ 125 ] |
| 2021 | iHeartRadio Music Awards | Mejor videoclip                        | Nominado  | [ 124 ] [ 125 ] |
| 2021 | Ivor Novello Awards      | Canción más Interpretada               | Nominado  | [ 126 ]         |

## Historial de lanzamiento
| País           | Fecha                   | Formato                     | Discográfica          | Ref     |
| -------------- | ----------------------- | --------------------------- | --------------------- | ------- |
| Varios         | 16 de noviembre de 2019 | Descarga digital, Streaming | Erskine y Columbia    | [ 127 ] |
| Australia      | 15 de mayo de 2020      | Contemporary hit radio      | Columbia y Sony Music | [ 128 ] |
| Estados Unidos | 18 de mayo de 2020      | Hot/Modern/AC radio         | Columbia              | [ 129 ] |
| Estados Unidos | 19 de mayo de 2020      | Contemporary hit radio      | Columbia              | [ 130 ] |
| Italia         | 22 de mayo de 2020      | Contemporary hit radio      | Sony                  | [ 131 ] |
| Reino Unido    | 29 de mayo de 2020      | Contemporary hit radio      | Columbia              | [ 132 ] |
| Reino Unido    | 6 de junio de 2020      | Adult contemporary radio    | Columbia              | [ 133 ] |
| Varios         | 30 de julio de 2020     | Vinilo, casete              | Erskine, Columbia     | [ 134 ] |